# Poșta (gmina Topliceni)
Poșta – wieś w Rumunii, w okręgu Buzău, w gminie Topliceni. W 2011 roku liczyła 486 mieszkańców.